# Kotowice (Silésie)
Pour les articles homonymes, voir Kotowice.
Kotowice est une localité polonaise de la gmina de Żarki, située dans le powiat de Myszków en voïvodie de Silésie.